# Édouard Brisson
Pour les personnes ayant le même patronyme, voir Brisson.
Édouard Brisson, né le 18 novembre 1882 à Buenos Aires (Argentine) et décédé le 17 septembre 1948 à Buenos Aires (à 66 ans), inhumé à Neuilly-sur-Seine, est un pilote automobile de course franco-argentin, en Grand Prix et en endurance.

## Biographie
Edouard Brisson est né à Buenos Aires où résidaient ses parents Henri Brisson et Juliette Landois, puis il a vécu à la fois en France et en Argentine. Henri Brisson son père, membre fondateur de l'A.C.F., lui a donné la passion de l'automobile, et c'est en France qu'il a obtenu quatre podiums avant guerre aux 24 Heures du Mans, pour huit participations entre 1924 et 1932. Il a également disputé le Grand Prix du Comminges, et il a été le représentant en France de la marque américaine Stutz, sur laquelle il s'illustrera durant l'année 1928.
Il s'est marié à deux reprises, d'abord avec Louise Émilie Mac Millan en 1920, puis à Simone Carré le 30 mai 1934 à Paris.

## Palmarès
24 Heures du Mans:

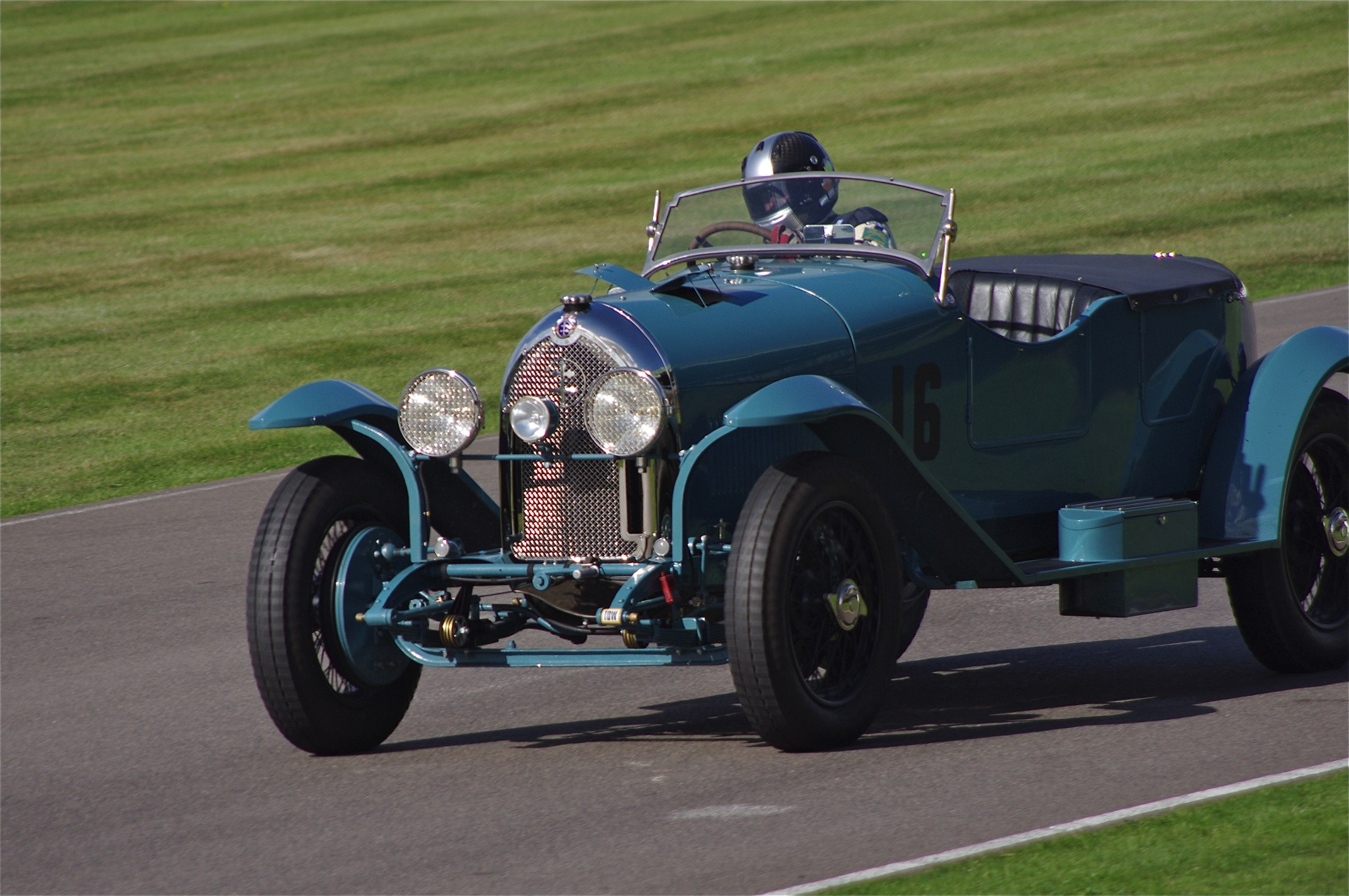
Une Lorraine-Dietrich B3-6 3.

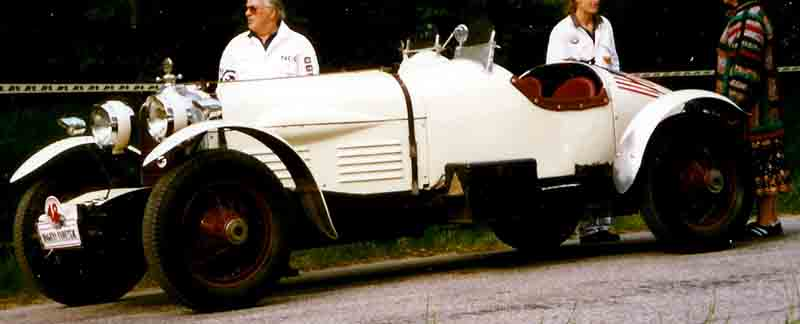
Une Stutz Blackhawk 5-Litre Indyracer de 1928.

- 2e en 1924 (Lorraine-Dietrich B3-6 3,5 L. I6, avec Henri Stoffel) et en 1928 (Stutz DV16 4.9L. I8 Blackhawk Bearcat, avec Robert Bloch);
- 3e en 1925 et 1926 (Lorraine-Dietrich B3-6 3,5 L. I6, avec "Stalter");

Grand Prix:
- 3e du Grand Prix de l'A.C.F., en 1928 sur Stutz DV16 4.9L. I8 Blackhawk Bearcat (circuit du Comminges, et vainqueur de catégorie >3L.);

Autre podium notable:

- 3e du Critérium Paris-Nice 1923 sur Lorraine-Dietrich[1] ;
- 3e de la Coupe Georges Boillot, en 1927 sur Lorraine-Dietrich B3-6 3,5 L. I6.